# Герман Рілінґ
Герман Йозеф Йоганн Клеменс Марія фон Рілінґ (1899, м. Лінц, Австро-Угорщина — 10 лютого 1944, м. Відень) — австрійський, український та німецький військовий діяч, поручник УГА, командир підрозділу жандармерії ЗУНР.

## Життєпис

Весілля Германа Рілінґа в Німецькім Яблоннім

Народився 1899 року у місті Лінц в аристократичній родині, барон. 
Протягом 1909-1917 роках навчався у військових школах у Страсбурзі, Марбурзі та Відні. Останнє місце навчання - військова академія ім. Франца Йосифа, яку не встиг закінчити через повалення монархії.  
З листопада 1918-го служить в Українській галицькій армії у званні четар. З грудня 1918 до січня 1919 командував підрозділом жандармерії ЗУНР, а із січня перейшов до кавалерії УГА. У червні 1919 потрапив до польського полону, з якого вдалось втекти та добратись 20 грудня 1919 року до Відня. 
Продовжив службу вже у таборі УГА в Німецькім Яблоннім. Згодом одружився та 10 листопада 1921 року звільнився з армії. 
Переїхав до Відня, працював журналістом, а згодом головним редактором журналу «Wiener Leben», який писав про світське життя віденської богеми. З 1928-го працював у Військовому архіві Австрії. 
Військову кар'єру змушений був почати зі звання фенріха, оскільки австрійська влада не визнала здобуті звання в УГА. У січні 1939-го служив у званні лейтенанта у штабі 45-ї піхотної дивізії Вермахту. Останнє звання - майор. 
Помер 10 лютого 1944 року у Відні, похований на Центральному цвинтарі.